# Ivo Frosio
Ivo Frosio (* 27. April 1930 in Muralto; † 18. April 2019) war ein Schweizer Fussballspieler. Er nahm mit der Nationalmannschaft seines Landes an der Fussballweltmeisterschaft 1954 teil.

## Karriere

### Vereine
Frosio spielte in der Saison 1949/50 für den FC Locarno in der Nationalliga A. In einem Teilnehmerfeld von 14 Mannschaften schloss er mit seinem Klub als Elftplatzierter ab. Zur darauffolgenden Saison wechselte er zum FC Zürich. Nach nur einer Spielzeit schloss er sich dem Aufsteiger und Stadtrivalen Grasshopper Club an. Mit den Grasshoppers gewann er auf Anhieb das Double, wobei er beim 2:0 im Cupfinal gegen den FC Lugano nicht eingesetzt wurde. Diesen Erfolg wiederholte er 1956 mit seinem Team.
Ein Jahr später schloss er sich dem FC Lugano an, bei dem er 1961 seine Karriere in der Nationalliga B beendete.

### Nationalmannschaft
Frosio bestritt 13 Länderspiele für die Schweizer Nationalmannschaft, in denen er ohne Torerfolg blieb. Er debütierte am 20. September 1952 im Stadion Wankdorf im Europapokalspiel gegen Ungarn.
1954 berief ihn Nationaltrainer Karl Rappan in das Schweizer Aufgebot für die Weltmeisterschaft im eigenen Land. Während des Turniers wurde Frosio jedoch nicht eingesetzt.
Sein letztes Länderspiel bestritt Frosio am 25. Oktober 1959 bei der 0:8-Niederlage im Europapokal ebenfalls gegen Ungarn.

## Erfolge
- Schweizer Meister: 1952, 1956
- Schweizer Cup: 1952, 1956